# Tschong-Talaa
Tschong-Talaa (kirgisisch Чоң-Талаа) ist ein Dorf in Kirgisistan mit – Stand 2021 – 1800 Einwohnern.

## Geographie
Das Dorf liegt im Rajon Batken des Gebiets Batken. Es ist der Landgemeinde Tört-Kül untergeordnet. Es liegt 18 Kilometer von Batken entfernt. Das Dorf befindet sich direkt an der tadschikischen Grenze. Gegenüber dieser liegt das tadschikische Dorf Lakkon.

## Bevölkerung
| Jahr | Einwohner |
| ---- | --------- |
| 2002 | 1238      |
| 2009 | 0744      |
| 2021 | 1800      |